# حصار كنيسة المهد
حصار كنيسة المهد حصار فرضته قوات الاحتلال الإسرائيلي على فلسطينيين مشتبه بهم داخل كنيسة المهد في مدينة بيت لحم جنوب الضفة الغربية واستمر من 2 أبريل لغاية 10 مايو 2002.
كجزء من العملية الإسرائيلية «الدرع الواقي»، احتلت قوات الاحتلال الإسرائيلي مدينة بيت لحم وحاولت القبض على نشطاء فلسطينيين مشتبه بهم. فر العشرات منهم ولجأوا إلى كنيسة المهد. حاصر الجيش الإسرائيلي الموقع، وحاصر الفلسطينيين المشتبه بهم وغيرهم في الموقع، والذي ضم حوالي 200 من الرهبان المقيمين في الكنيسة وغيرهم من الفلسطينيين الذين وصلوا إلى الموقع لأسباب أخرى. ذكر الفرنسيسكان بأنه لم يتم احتجاز أي رهائن، بينما زعمت المصادر الإسرائيلية أن الرهبان وغيرهم كانوا محتجزين كرهائن على أيدي مسلحين.
بعد 39 يومًا، تم التوصل إلى اتفاق، سلم بموجبه المسلحون أنفسهم إلى القوات الإسرائيلية، مع نفيهم إلى أوروبا وقطاع غزة.

## مقدمة
توقع الجيش الإسرائيلي أن تكون العملية في بيت لحم بسيطة نسبيًا، بعد أن اقتحم لواء المظليين أو اللواء 35 المدينة عدة مرات في الأشهر السابقة. أوكلت المهمة إلى لواء مشاة احتياطي، لواء القدس، بقيادة العقيد رامي تسور هاشم. خلال عمليات دخول الجيش الإسرائيلي السابقة إلى المدينة، وجد الأشخاص المطلوبون لإسرائيل مأوى في كنيسة المهد. هذه المرة، تم إرسال قوة من وحدة الكوماندوز شلداغ لحجب مدخل الموقع.

نُقل الجنود جوًا إلى المدينة واشتبكوا مع المقاومة الفلسطينية غير المنظمة. هبطت طائرات الهليكوبتر التابعة للقوات الجوية الإسرائيلية بالقوة متأخرة نصف ساعة. عندما وصلت القوة، كان الأشخاص المطلوبون هناك بالفعل. فر عشرات المطلوبين منهم من قوى الأمن الفلسطينية وتنظيمات فتح وحماس والجهاد الإسلامي إلى الكنيسة للتحصن بها، بالإضافة إلى حوالي 200 من الرهبان وغيرهم من الفلسطينيين الذين وصلوا إلى الموقع لأسباب مختلفة، زعمت إسرائيل أنهم احتُجزوا كرهائن على أيدي المسلحين. لكن الفرنسيسكان جياكومو بيني الرئيس العام للرهبانية الفرنسيسكانية أنكر ذلك وقال:
أود أن أؤكد بشدة أن الرهبان والأخوات في المجتمع الديني في بيت لحم لا يمكن اعتبارهم رهائن. لقد اختاروا بحرية أن يبقوا في ذلك المكان، الذي عهد إليهم الكرسي الرسولي، والذي يشكل وطنهم. لجأ الفلسطينيون الآخرون البالغ عددهم 200 المحاصرين داخل الكاتدرائية إلى هناك بالقوة من أجل الهرب من عملية المسح والتفتيش التي قام بها الجيش الإسرائيلي، كما حدث للصحافيين الإيطاليين الخمسة خلال اليوم الأول من الحصار. حتى الآن لم يرتكبوا أي عمل عنف أو إساءة استخدام للسلطة ضد المجتمع الديني.
وأضاف عبد الله أبو حديد، أحد كبار قادة تنظيم حركة فتح:
«كانت الفكرة هي الدخول إلى الكنيسة من أجل ممارسة ضغوط دولية على إسرائيل... لقد علمنا مسبقًا أن هناك ما قيمته عامين من الطعام مقابل 50 راهبًا. الزيت والفاصوليا والأرز والزيتون. حمامات جيدة وأكبر الآبار في بيت لحم القديمة، لا حاجة إلى الكهرباء لأن هناك شموع. في الفناء زرعوا الخضروات، وكان كل شيء هناك.»
من بين المحاصرين في الكنيسة محافظ محافظة بيت لحم محمد المدني وعبد الله داود مدير مديرية المخابرات الفلسطينية في بيت لحم.

## الحصار

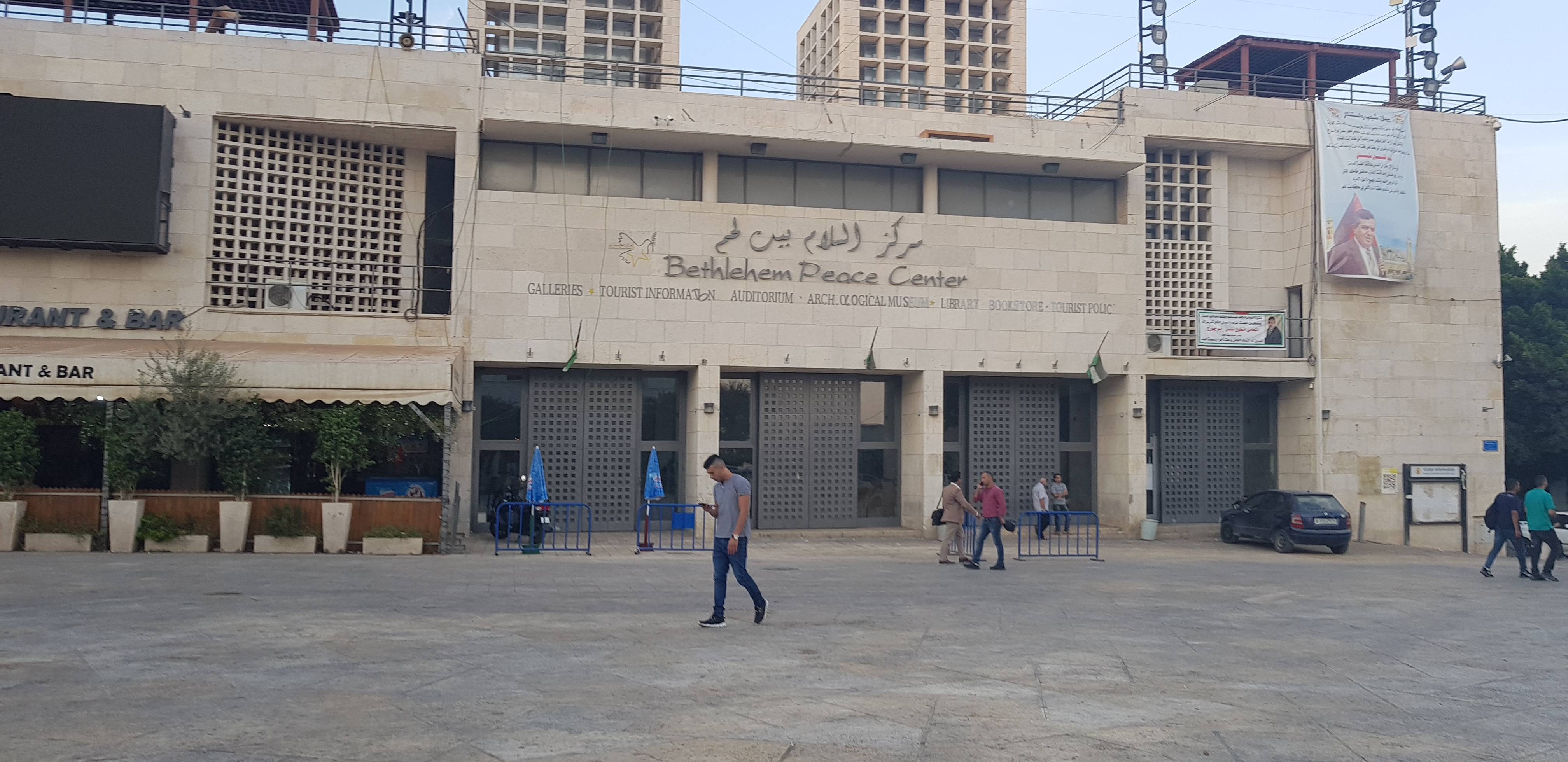
مركز السلام، ساحة المهد

في 3 أبريل، نشر الجيش الإسرائيلي دبابات بالقرب من ساحة المهد، مقابل الكنيسة، وأخذ قناصة الجيش الإسرائيلي مواقعهم في المباني المحيطة. تم توجيههم لإطلاق النار على أي شخص شوهد داخل الكنيسة، والبحث عن الأهداف مع أشعة الليزر. قالت الحكومة الإسرائيلية إنها تعتبر استخدام النشطاء للأماكن المقدسة مزعجًا وأدعت أن النشطاء أطلقوا النار على القوات الإسرائيلية من الكنيسة. وقال المتحدث باسم الجيش الإسرائيلي، العميد رون كيتري: «الأمر معقد لأنه مكان مقدس ولا نريد استخدام الذخيرة الحية. هناك العديد من قنوات التفاوض لمحاولة تحقيق أقرب حل سلمي ممكن». وقال ميشيل صباح، البطريرك اللاتيني للقدس ورئيس الكنيسة الكاثوليكية الرومانية في المنطقة، إن المسلحين حصلوا على ملاذ آمن، وأن «الكاتدرائية هي ملجأ للجميع، حتى المقاتلين، ما داموا يستسلمون نحن ملتزمون بتوفير ملاذ للفلسطينيين والإسرائيليين على حد سواء». اتخذ الجيش الإسرائيلي من مركز السلام المقابل للكنيسة مقرًا له.
تم تقسيم المحاصرين إلى ست مجموعات، على أساس الانتماء. ظلوا على اتصال مع العالم الخارجي باستخدام الهواتف المحمولة. ناموا على أرضية الكنيسة وفي غرف الرهبان. طوال الحصار، قتل قناصة الجيش الإسرائيلي سبعة مقاتلين داخل الكنيسة من موقعهم على السطح. وفقًا لشاهد، استخدموا أشعة الليزر الخضراء للعثور على أهداف أثناء الليل.

### تسلسل زمني
في 4 أبريل، أُطلق الرصاص على سمير إبراهيم سلمان وهو رجل الجرس في الكنيسة، عدة مرات في صدره بواسطة قناص إسرائيلي.
في 5 أبريل، غادر 4 رهبان فرنسيسكان الكنيسة تحت حراسة إسرائيلية. قالت مصادر إسرائيلية إنه تم إخبار رجال الدين بأنهم أخذوا كرهائن، في حين أكدت مصادر في النظام الفرنسيسكان أنهم «رهائن طوعيين» عازمون على البقاء من أجل التعبير عن التضامن مع الفلسطينيين ومنع سفك الدماء.
في 7 أبريل، حذرت الفاتيكان إسرائيل من احترام المواقع الدينية بما يتماشى مع التزاماتها الدولية. وقال المتحدث باسم اللجنة خواكين نافارو فالس إن الفاتيكان يتابع الأحداث "بقلق شديد". واتهم متحدث باسم الرهبان الكاثوليك في الأرض المقدسة الإسرائيليين "بعمل لا يوصف من الوحشية". صرح كبير خبراء السياسة الخارجية في الفاتيكان رئيس الأساقفة جان لوي تورا بأنه بينما انضم الفلسطينيون إلى الفاتيكان في اتفاقات ثنائية حيث تعهدوا باحترام والحفاظ على الوضع الراهن فيما يتعلق بالأماكن المقدسة المسيحية وحقوق المجتمعات المسيحية، "لتفسير الجاذبية" بالنسبة للوضع الحالي، اسمحوا لي أن أبدأ بحقيقة أن احتلال المطاردين للأماكن المقدسة يعد انتهاكًا لتقليد طويل من القانون يعود إلى الحقبة العثمانية. - من قبل رجال مسلحين. " حث البابا يوحنا بولس الثاني الناس على الصلاة من أجل السلام في الشرق الأوسط ووصف العنف بأنه وصل إلى مستويات" لا يمكن تصورها ولا يمكن تحملها ".
قال رئيس الوزراء الإسرائيلي، أرييل شارون، إن الجنود الإسرائيليين «لن يلوثوا الموقع كما فعل الفلسطينيون». وقال أيضا إن القوات ستبقى في مكانها إلى أن يتم القبض على المتشددين في الداخل. وصف وزير الخارجية البريطاني، بن برادشو، الأعمال الإسرائيلية في المنطقة بأنها «غير مقبولة إطلاقًا».
في 10 أبريل، أصيب راهب آخر أيضًا بجروح، وفقًا لمتحدث إسرائيلي، لأنه كان يرتدي ملابس مدنية ويبدو أنه مسلح.
في 11 أبريل، طلب الفرنسيسكان جياكومو بيني رسميًا السماح للفلسطينيين بمغادرة الكنيسة مع ضمان حماية حياتهم، واستعادة الكنيسة الماء والقوة أثناء تذكير المتحدث اليهود الإسرائيليون بالدور الذي لعبه نظام الفرنسيسكان في حماية اليهود من المحرقة من خلال تقديم ملاذ لهم خلال الحرب العالمية الثانية. أفادت وكالة أنباء الفاتيكان «فيدس» أن الحكومة الإسرائيلية رفضت هذه النداءات بعبارة «توقف عن إزعاجنا».
في 14 أبريل، أعطى أرييل شارون الفلسطينيين خيار مواجهة المحاكمة في إسرائيل أو النفي الدائم، وهو اقتراح رفضوه. قتل الجيش الإسرائيلي فلسطيني آخر بالرصاص.
شهد 16 أبريل، أعنف تبادل لإطلاق النار منذ بداية الحصار. أصيب فلسطيني في المعدة وأصيب آخر بالصرع. تم نقلهم إلى المستشفى. تجول في محيط الكنيسة عن طريق الخطأ اثنان من السياح اليابانيين، وتم إبعادهم بواسطة الصحفيين. سلم جهاد أبو كامل (16 عامًا) نفسه للجيش الإسرائيلي.
في 17 أبريل، أطلق جنود إسرائيليون النار وأصابوا فلسطينيًا وهو يغادر الكنيسة، وتم إجلاء قسٍ كان قد مرض.
في 20 أبريل، دعت كنيسة الروم الأرثوذكس في القدس المسيحيين في جميع أنحاء العالم إلى جعل يوم الأحد القادم "يوم تضامن" للناس في الكنيسة والكنيسة نفسها، ودعت إلى التدخل الفوري لوقف ما وصفته بـ "اللاإنسانية" ضد الناس وحجارة الكنيسة ". كما طلبت من المسيحيين والمسلمين واليهود التجمع عند المدخل الرئيسي لبيت لحم للمشاركة في مسيرة إلى الكنيسة.
في 23 أبريل، بدأت المفاوضات لإنهاء الحصار في مركز السلام. توسط في المفاوضات رئيس أساقفة كانتربري في بيت لحم، كانون أندرو وايت. كان المفاوض الإسرائيلي هو العقيد الإسرائيلي ليور لوتان، وهو محامٍ. في البداية، عيّن ياسر عرفات صلاح التعمري رئيسًا لفريق التفاوض. رفض التعمري مطالب إسرائيل بتسليم قائمة بأسماء المقاتلين المحاصرين، لكن بعد ذلك اكتشف أن عرفات أعطى داود أمرًا متناقضًا. كما عين عرفات فريق تفاوض آخر برئاسة محمد رشيد.
بعد يومين من المفاوضات، كان الفلسطينيون على استعداد لمناقشة احتمال نفي كبار المقاتلين في الكنيسة إلى ما وصفه مسؤول كبير «دولة أجنبية صديقة». ثم تبادل لإطلاق النار وقع. أصيب فلسطينيان، واستسلم أربعة إلى الجيش الإسرائيلي.
في 30 أبريل، قال مسؤولون إسرائيليون إن ما لا يقل عن ثلاثين شخصًا سيغادرون الكنيسة قريبًا. قالت إسرائيل إنها تريد محاكمتهم داخل إسرائيل أو نفيهم بدلاً من ذلك. وطالب الفلسطينيون بنقل هؤلاء الرجال إلى قطاع غزة وتحويل آخرين تحت سيطرة السلطة الفلسطينية للمحاكمة.
في 1 مايو، خرج ستة وعشرون شخصًا من الكنيسة. وقال الناطق بلسان الجيش الإسرائيلي أوليفييه رافوفيتش إن أحدهم كان مسؤولًا أمنيًا فلسطينيًا كبيرًا. تم اصطحابه لاستجوابه.
في 2 مايو، نجح عشرة نشطاء دوليين، من بينهم أعضاء في حركة التضامن الدولية، في محاولاتهم لتجاوز الجنود والدخول إلى الكنيسة، حيث أعلنوا أنهم يعتزمون البقاء حتى يرفع جيش الإحتلال الحصار. في اليوم التالي، قامت مجموعة أخرى من الناشطين الدوليين بتوصيل الطعام والماء.
في 5 مايو، وصل الدبلوماسيون البريطانيون والأمريكيون. اقترح أن حوالي عشرة من المقاتلين سيتم نفيهم إلى الأردن. في غضون ذلك، قال جيش الإحتلال إنه عثر على كمية كبيرة من المتفجرات في شقة تبعد حوالي 200 متر عن الكنيسة. كان من المقرر أن يتم نفي ما بين ستة وثمانية من المقاتلين إلى إيطاليا، بينما سيتم إرسال ما يصل إلى أربعين آخرين إلى قطاع غزة. كان من المقرر إطلاق سراح الباقين.
انتهى الاتفاق في 8 مايو، بعد أن رفضت إيطاليا قبول ثلاثة عشر مقاتلاً وقالت الحكومة الإيطالية إنها لم تتلق أي طلب رسمي بأخذها.
تم الاتفاق في 9 مايو على أن يتم نفي ستة وعشرون رجلًا مسلحًا إلى قطاع غزة، وأن يقوم الجيش الإسرائيلي بفحص خمسة وثمانين مدنيًا ثم إطلاق سراحهم، وسيبقى الثلاثة عشر المطلوبين، بمن فيهم داود، في الكنيسة، ويتم مراقبتهم من قبل مسؤول في الاتحاد الأوروبي، حتى يتم نقلهم إلى الجيش البريطاني ونقلهم إلى إيطاليا وإسبانيا، بعد أن وافقت تلك الدول من حيث المبدأ على قبولهم. كان محمد المدني أول من خرج من الكنيسة.

## ما بعد الحصار
في 10 مايو، غادر الكنيسة ثلاثة عشر رجلاً، واستقبلهم شيرارد كووبر كولز السفير البريطاني في إسرائيل، وثلاثون عضوًا من الشرطة العسكرية الملكية، وطبيب سلاح الجو الملكي. حُرموا من الإذن للقاء أسرهم قبل نفيهم.
قُتل ما مجموعه 8 فلسطينيين وأصيب راهب بجروح. ذكرت الشرطة الإسرائيلية أنها عثرت على 40 عبوة ناسفة تركها الفلسطينيون في الكنيسة. في موقف السيارات أسفل مركز السلام، تسبب الجنود الإسرائيليون في أضرار جسيمة لعشرات السيارات. كما قام الجنود بتخريب مكتب الرئيس ياسر عرفات في القصر الرئاسي في المدينة.
أما بالنسبة للأضرار التي لحقت بموقع التراث الثقافي، قدر المجلس الدولي للمعالم والمواقع الضرر بما مجموعه 1.4 مليون دولار أمريكي، في المقام الأول في الصفين 3 و 4، وفقدان الأثاث الحضري. قدرت الأضرار المباشرة التي لحقت بمجمع الكنيسة بسبب القذائف والنار بحوالي 77,000 دولار أمريكي.
المبعدون
| /  | اسم المبعد                     | مكان السكن            | مكان الإبعاد            | تاريخ الإبعاد |
| 1  | عبد الله داود محمود عبد القادر | مخيم بلاطة/ نابلس     | قبرص /موريتانيا/الجزائر | 10 مايو 2002  |
| 2  | إبراهيم موسى عبيات             | بيت لحم               | قبرص/ إسبانيا           | 10 مايو 2002  |
| 3  | جهاد يوسف جعارة                | مخيم العروب/ الخليل   | قبرص/إيرلند             | 10 مايو 2002  |
| 4  | محمد سعيد عطا الله سالم        | مخيم الدهيشة/بيت لحم  | قبرص/إيطاليا            | 10 مايو 2002  |
| 5  | خالد عبد الحميد أبو نجمة       | مخيم الدهيشة/ بيت لحم | قبرص/ إيطاليا           | 10 مايو 2002  |
| 6  | رامي كامل عيد الكامل           | بيت لحم               | قبرص/إيرلند             | 10 مايو 2002  |
| 7  | محمد فوزي مهنا                 | بيت لحم               | قبرص/ اليونان           | 10 مايو 2002  |
| 8  | عنان محمد خميس                 | بيت لحم               | قبرص/ البرتغال          | 10 مايو 2002  |
| 9  | خليل محمد عبيد الله نواورة     | بيت لحم               | قبرص/ بلجيكا            | 10 مايو 2002  |
| 10 | أحمد عليان حمامرة              | حوسان/ بيت لحم        | قبرص/ إسبانيا           | 10 مايو 2002  |
| 11 | إبراهيم محمد سالم عبيات        | بيت لحم               | قبرص/ إيطاليا           | 10 مايو 2002  |
| 12 | عزيز خليل محمد عبيات           | بيت لحم               | قبرص/ إسبانيا           | 10 مايو 2002  |
| 13 | ممدوح إحسان محمد الورديان      | بيت لحم               | قبرص/ اليونان           | 10 مايو 2002  |
| 14 | سليمان محمد عبيد الله نواورة   | بيت لحم               | غزة                     | 10 مايو 2002  |
| 15 | مازن طاهر حسين حسين            | تعنك / جنين           | غزة                     | 10 مايو 2002  |
| 16 | نادر محمد عبد العزيز أبو حمدة  | الدوحة / بيت لحم      | غزة                     | 10 مايو 2002  |
| 17 | مجدي عبد المعطي دعنا           | بيت لحم               | غزة                     | 10 مايو 2002  |
| 18 | سلطان محمود الهريمي            | بيت لحم               | غزة                     | 10 مايو 2002  |
| 19 | مؤيد فتحي جنازرة               | بيت لحم               | غزة                     | 10 مايو 2002  |
| 20 | جواد أحمد العبيات              | بيت لحم               | غزة                     | 10 مايو 2002  |
| 21 | رائد موسى عبيات                | بيت لحم               | غزة                     | 10 مايو 2002  |
| 22 | ناجي محمد سالم عبيات           | بيت لحم               | غزة                     | 10 مايو 2002  |
| 23 | ياسين محمد سليمان الهر يمي     | بيت لحم               | غزة                     | 10 مايو 2002  |
| 24 | محمد نصري خليف                 | بيت لحم               | غزة                     | 10 مايو 2002  |
| 25 | رامي حسن شحادة                 | بيت لحم               | غزة                     | 10 مايو 2002  |
| 26 | إياد عبد عدوي                  | بيت لحم               | غزة                     | 10 مايو 2002  |
| 27 | علي علقم                       | بيت لحم               | غزة                     | 10 مايو 2002  |
| 28 | فهمي محمد صالح كنعان           | بيت لحم               | غزة                     | 10 مايو 2002  |
| 29 | فراس محمد عودة                 | بيت لحم               | غزة                     | 10 مايو 2002  |
| 30 | صامد مصطفى خليل العطابي        | بيت لحم               | غزة                     | 10 مايو 2002  |
| 31 | سامي عبد الفتاح سلهب           | بيت لحم               | غزة                     | 10 مايو 2002  |
| 32 | موسى أحمد شعيبات               | بيت لحم               | غزة                     | 10 مايو 2002  |
| 33 | جمال أحمد أبو جغليف            | بيت لحم               | غزة                     | 10 مايو 2002  |
| 34 | زيد محمود سالم عطا الله        | مخيم الدهيشة/بيت لحم  | غزة                     | 10 مايو 2002  |
| 35 | عيسى عزت أبو عاهور             | بيت لحم               | غزة                     | 10 مايو 2002  |
| 36 | خالد حمد الله مناصرة           | بيت لحم               | غزة                     | 10 مايو 2002  |
| 37 | رائد جورج شطارة                | بيت لحم               | غزة                     | 10 مايو 2002  |
| 38 | خالد سليمان صلاح               | الخضر/ بيت لحم        | غزة                     | 10 مايو 2002  |
| 39 | حاتم محمد إبراهيم حمود         | بيت لحم               | غزة                     | 10 مايو 2002  |